# آرایش خطی

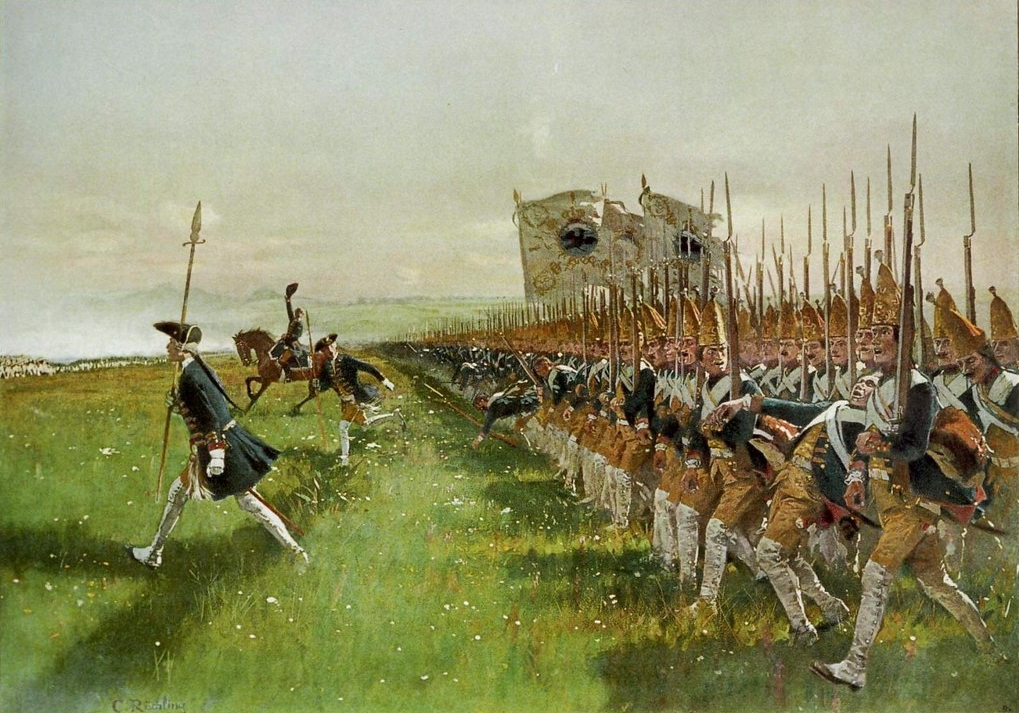
پیاده‌نظام پروس در حال حمله به خطوط در طول نبرد هوهنفریدبرگ.

آرایش خطی (انگلیسی: Line) یک آرایش تاکتیکی استاندارد است که در اوایل جنگ مدرن مورد استفاده قرار می‌گرفت. این آرایش، آرایش فالانژ یا دیوار سپر پیاده‌نظام مسلح به سلاح‌های تیرچه‌دار را که در دوران باستان و قرون وسطی استفاده می‌شد، ادامه داد.
این آرایش خطی بهترین جبهه را برای آتش رگبار فراهم می‌کرد، در حالی که مانورپذیری و دفاع در برابر سواره نظام را قربانی می‌کرد. این آرایش در عصر خرد، زمانی که توسط فردریک کبیر و دشمنانش در طول جنگ هفت ساله به‌طور مؤثر استفاده شد، مورد توجه قرار گرفت. آرایش خطی برای اولین بار با موفقیت با سلاح‌های ترکیبی در جنگ سی ساله توسط پادشاه سوئد، گوستاو دوم آدولف، در نبرد بریتنفلد مورد استفاده قرار گرفت.
یک گردان پیاده‌نظام با قرار دادن سربازان در چندین صف، از دو تا پنج نفر، که سه صف رایج‌ترین آرایش بود، «در صف» تشکیل می‌شد. هر صف تقریباً نیم متر از صف بعدی فاصله داشت و سربازان در یک صف نزدیک به یکدیگر (معمولاً در طول یک دست) قرار می‌گرفتند و فضای کافی برای نمایش سلاح‌ها، آتش و بارگیری مجدد فشنگ خود داشتند. آرایش صف مستلزم آن بود که نیروها به خوبی تمرین کرده و دائماً توسط افسران و درجه‌داران نظارت شوند.
در ارتش‌های اروپایی قرن هفدهم و هجدهم، درجه‌داران در عقب صف قرار می‌گرفتند. آنها به دوشاخه‌های بلند مجهز بودند که از آنها برای «آرایش» یا مرتب کردن صفوف استفاده می‌کردند، عملی که شامل پایین آوردن سلاح‌های هر سربازی که خیلی بالا نشانه می‌رفت، همچنین اطمینان از اینکه صفوف به خوبی سازماندهی شده و در جای صحیح خود قرار دارند، می‌شد. حرکت در آرایش صف بسیار کند بود و مگر اینکه گردان به خوبی آموزش دیده باشد، عملاً از هم پاشیدگی انسجام، به ویژه در هر نوع زمین ناهموار یا جنگلی، تضمین می‌شد. در نتیجه، صف بیشتر به عنوان یک آرایش ثابت استفاده می‌شد، با سربازانی که در ستون‌ها حرکت می‌کردند و سپس در خط مقصد مستقر می‌شدند.
علاوه بر این، آرایش صف در برابر حملات سواره نظام، از پهلوها و عقب، بسیار آسیب‌پذیر بود و این حملات معمولاً منجر به از هم پاشیدگی کامل انسجام و حتی نابودی واحد می‌شد، مگر اینکه می‌توانست «به صورت مربع» قرار گیرد.
در طول جنگ‌های ناپلئونی، ارتش بریتانیا به طرز مشهوری آرایش خطی باریک دو درجه‌ای را اتخاذ کرد. این آرایش برای جبران کمبود نفرات و به حداکثر رساندن جبهه آتش آنها اتخاذ شد. بریتانیایی‌ها تا اواخر قرن نوزدهم به استفاده از خط دو درجه‌ای ادامه دادند. «خط قرمز باریک» معروف هنگ ۹۳ (هایلند) در نبرد بالاکلاوا با موفقیت در برابر حمله سواره نظام روسیه مقاومت کرد، که یک اتفاق نادر بود.
آرایش خطی آزاد که خط درگیری نامیده می‌شود، توسط بسیاری از نیروهای مدرن در طول حملات استفاده می‌شود، زیرا امکان هدایت حداکثر قدرت آتش را در یک جهت به‌طور همزمان فراهم می‌کند، که هنگام حمله به یک موقعیت دشمن مفید است. همچنین امکان استفاده از آتش و حرکت را فراهم می‌کند.
در ارتش بریتانیا، نام «خطوط» گاهی اوقات برای اشاره به پایگاه یا پادگان، به ویژه برای توپخانه سلطنتی سواره نظام، که در حال حاضر در وولیچ مستقر است، استفاده می‌شود.